# Aleksander Garlicki
Aleksander Jacek Garlicki (ur. 15 września 1934 w Krakowie) – polski geolog, specjalista geologii złóż surowców chemicznych, a zwłaszcza złóż soli, oraz geologii górniczej.

## Wykształcenie
Maturę zdał w Liceum Ogólnokształcącym im. T. Kościuszki w Krakowie w roku 1951. W tym samym roku został przyjęty na Wydział Geologiczno-Poszukiwawczy Akademii Górniczo-Hutniczej w Krakowie. W roku 1956 ukończył studia uzyskując stopień magistra inżyniera geologa w specjalności "geologia i poszukiwanie złóż soli".

## Praca w (Państwowym) Instytucie Geologicznym
Zgodnie z ukończoną specjalnością otrzymał nakaz pracy do Instytutu Geologicznego w Warszawie, do Zakładu Złóż Soli i Surowców Chemicznych, gdzie pracował do końca stycznia 1962, kolejno na stanowiskach asystenta i starszego asystenta. W lutym 1962 został przeniesiony służbowo do Oddziału Karpackiego Instytutu Geologicznego w Krakowie, gdzie do końca maja 1971 był zatrudniony na stanowiskach starszego asystenta, adiunkta i Kierownika Samodzielnej Pracowni Złóż Soli. W czerwcu 1971 został powołany na stanowisko samodzielnego pracownika naukowo-badawczego, a w kwietniu 1973 – na stanowisko docenta w Instytucie Geologicznym.
W latach 1959–1966 współpracował z Przemysłem Solnym, będąc zatrudnionym w niepełnym wymiarze godzin na stanowisku geologa Kopalni Soli w Bochni do roku 1962, a następnie, do roku 1966, na stanowisku geologa dokumentatora w Przedsiębiorstwie Specjalistycznym Górnictwa Surowców Chemicznych "Hydrokop" w Krakowie.
W roku 1964, po wykonaniu pod kierunkiem prof. Józefa Poborskiego pracy Autochtoniczna seria solna w miocenie Podkarpacia na odcinku pomiędzy Skawiną a Tarnowem, uzyskał stopień doktora nauk technicznych na Wydziale Geologiczno-Poszukiwawczym AGH w Krakowie. W lipcu 1969 otrzymał nagrodę II stopnia im. K. Bohdanowicza za powyższą pracę, opublikowaną w 1968 w Biuletynie Instytutu Geologicznego nr 215. W 1970 został wyróżniony "Odznaką Instytutu Geologicznego CUG".
W roku 1972 otrzymał Stypendium Departamentu Stanu USA, w związku z czym od września 1972 do czerwca 1973 przebywał w Colorado School of Mines w Golden, w charakterze "wizytującego" profesora.

## Praca na Akademii Górniczo-Hutniczej
W październiku 1973 został przeniesiony służbowo do pracy na stanowisku docenta w Akademii Górniczo-Hutniczej w Krakowie, gdzie w Instytucie Geologii Regionalnej i Złóż Węgli, a po zmianie nazwy: w Instytucie Geologii i Surowców Mineralnych, objął funkcję kierownika Zakładu Geologii Regionalnej, a ponadto od października 1974 – funkcję zastępcy Dyrektora Instytutu, którą pełnił do końca września 1979.
W maju 1977, na podstawie pracy Sedymentacja soli mioceńskich w Polsce uzyskał stopień doktora habilitowanego nauk technicznych w zakresie geologii złóż na Wydziale Geologiczno-Poszukiwawczym AGH.
W roku 1980 przez 2 miesiące brał udział w pracach grupy polskich specjalistów w Iraku i 3 tygodnie przebywał w Egipcie na zaproszenie Ministerstwa Szkolnictwa Wyższego tego kraju, prowadząc cykl wykładów na kilku uniwersytetach egipskich.
W 1981 został wybrany przez Radę Wydziału Geologiczno-Poszukiwawczego AGH na stanowisko Dziekana Wydziału na okres 1981-1984. W lutym 1985 otrzymał tytuł profesora nadzwyczajnego, a na stanowisko profesora zwyczajnego został powołany w 1993. W latach 1987–1990 był Kierownikiem Studium Doktoranckiego AGH z zakresu geologii i geofizyki. Od 1990 do 1993 pełnił obowiązki Pierwszego Zastępcy Rektora AGH i Prorektora ds. Nauczania. W latach 1992–2001 był ponadto Kierownikiem Technicznego Uniwersytetu Otwartego na AGH. Od roku 1994 kierował nowo powstałym Zakładem Złóż Rud i Soli AGH (do września 2001).
Z końcem 2002 przeszedł na emeryturę.

## Inne prace zawodowe i społeczne
Poza podstawowymi obowiązkami spełniał również wiele innych funkcji naukowych, zawodowych i społecznych:
- Brał udział w pracach Polskiej Akademii Nauk. Od 1974 jest Członkiem Komisji Nauk Geologicznych Polskiej Akademii Nauk, Oddział w Krakowie. W latach 1987–1989 był zastępcą Przewodniczącego Komitetu Nauk Geologicznych PAN (Wydział VII).
- W latach 1976–1986 był Przewodniczącym Rady Konserwatorsko-Górniczej przy Kopalni Soli w Wieliczce, w latach 1983-1990 był Członkiem Zespołu ds. zabezpieczenia pod względem górniczym Kopalni Soli w Wieliczce, a w latach 1986-1990 Przewodniczącym Rady Konserwatorsko-Górniczej przy Muzeum Żup Krakowskich w Wieliczce. W roku 1991 Minister Kultury powołał A. Garlickiego na członka Rady Muzealnej przy Muzeum Żup Krakowskich; od roku 1998 jest przewodniczącym tej Rady i członkiem Komitetu Redakcyjnego "Studiów i Materiałów do Dziejów Żup Solnych w Polsce".
- Od 1977 był członkiem Rady Techniczno-Ekonomicznej Zjednoczenia Kopalnictwa Surowców Chemicznych w Krakowie, a w latach 1986-1990 naukowym konsultantem i członkiem Rady Naukowej Ośrodka Badawczo-Rozwojowego Górnictwa Surowców Chemicznych CHEMKOP w Krakowie.
- Trzykrotnie był wybrany do Centralnej Komisji Kwalifikacyjnej: od 1994 do końca 2002.

## Dorobek naukowy i pedagogiczny
Aleksander Garlicki jest autorem lub współautorem ponad 100 prac opublikowanych w czasopismach krajowych i zagranicznych. Jest również autorem lub współautorem ponad 250 prac niepublikowanych, w tym 5 dokumentacji geologicznych dotyczących złóż soli w Polsce. Prace te przyczyniły się do odkrycia dwóch nowych złóż soli kamiennej w Polsce (złoże soli kamiennej Łężkowice-Siedlec i złoże soli kamiennej Moszczenica-Łapczyca). Był promotorem 78 prac magisterskich oraz 8 prac doktorskich: 1981 – Ashraf M. A. A. Wali (Egipt), 1982 – Jan Niemczyk, 1984 – Piotr Rzepecki, 1988 – Wiesław Bujakowski, 1993 – Krzysztof Bukowski, 1999 – Tomasz Toboła, 2004 – Andrzej Markiewicz, 2008 – Katarzyna Cyran.

## Odznaczenia
- Złoty Krzyż Zasługi (1978),
- Krzyż Kawalerski Orderu Odrodzenia Polski (1988),
- Krzyż Oficerski Orderu Odrodzenia Polski (2001),
- Złota Odznaka Za pracę społeczną dla miasta Krakowa (1976),
- Odznaka Za zasługi dla województwa tarnowskiego (1983),
- Złota Odznaka „Zasłużony dla polskiej geologii” (1984),
- Medal 70-lecia Państwowego Instytutu Geologicznego (1989),
- Medal Komisji Edukacji Narodowej (1990),
- Odznaka SITG Za pracę społeczną i zawodową dla górnictwa ziemi krakowskiej (1992),
- Odznaka Za zasługi dla Kopalni Soli Wieliczka (1993), *Odznaka Zasłużony dla Kopalni Soli Kłodawa (1999).
- Dyplom Generalnego Dyrektora Górniczego I Stopnia (1996).

## Wybrane publikacje
- Garlicki A., 1960, Złoże soli kamiennej Łężkowice-Siedlec w zatoce gdowskiej. Przegl. Geol., t. 8. nr 1, 43-45. Warszawa.
- Garlicki A., 1964, Autochtoniczna seria solna w miocenie Podkarpacia na zachód od Wieliczki. Kwart. Geol., t. 8, nr 4, p. 841-853. Warszawa.
- Garlicki A., 1968, Autochtoniczna seria solna w miocenie Podkarpacia między Skawiną a Tarnowem. Z bad. geol. w Karpatach, t. 12. Biul. IG nr 215, p. 5-78. Warszawa.
- Garlicki A., 1970, Złoże soli kamiennej Moszczenica – Łapczyca na zachód od Bochni. Kwart. Geol., t. 14, nr 2, p. 350-360. Warszawa.
- Garlicki A., 1971, Złoże soli kamiennej w Łężkowicach nad Rabą. Kwart. Geol., t. 15, nr 4, p. 930-946. Warszawa.
- Garlicki A., 1973, Wyniki badań miocenu solonośnego na południe od Przemyśla. Kwart. Geol., t. 17, nr 1, p. 92-105. Warszawa.
- Garlicki A., 1974, Miocene Salt Deposits in Poland. Fourth Symposium on Salt, Vol. 1, p. 129-134. Northern Ohio Geological Society. Cleveland.
- Garlicki A., 1979, Sedymentacja soli mioceńskich w Polsce. Prace Geol. PAN, Oddz. w Krakowie, nr 119, 67 pp.
- Alexandrowicz S. W., Garlicki A., Rutkowski J., 1982, Podstawowe jednostki litostratygraficzne miocenu zapadliska przedkarpackiego. Kwart. Geol., t. 26, nr 2, p. 470-471. Warszawa.
- Garlicki A., Szybist A., 1986, Salinarne osady polskiego cechsztynu z solami potasowo-magnezowymi. Gospod. Sur. Min., Kwart. PAN, t. 2, zesz. 3-4, p. 389-404. Kraków.
- Garlicki A., 1991, On Some Root Structures of Zechstein Salt Deposits in Poland. Proceedings of International Zechstein Symposium Hannover-Kassel 1987. Zbl. Geol. Paläont. Teil I, H. 4, p. 1211-1222.
- Garlicki A., 1993, Solution mining of Miocene salts in Poland and its environmental impact. Proceedings VII. Intern. Symposium on Salt, Kyoto. Vol. I, p. 419-424. Elsevier Publishers B.V., Amsterdam.
- Garlicki A., Wilk Z., 1993, Geologiczne i hydrogeologiczne tło awarii wodnej na poziomie IV Kopalni Soli Wieliczka. Przegl. geol., 41, nr 3, p. 183-192, Warszawa.
- Garlicki A., Szybist A., 1995, Ogólne założenia dla zabezpieczenia Kopalni Soli Wieliczka oraz nowy obraz geologiczny złoża wielickiego. Pol. Stow. Górnictwa Solnego – Likwidacja zagrożenia wodnego dla zabezpieczenia Kopalni Soli Wieliczka, p.15-30. (Mat. z III. Spotkania Stow., Wieliczka 18-19.09.1995).
- Banaszak A., Garlicki A., Markiewicz A., 2007, Budowa geologiczna złoża najstarszej soli kamiennej Kazimierzów w OG Sieroszowice I (kopalnia Polkowice-Sieroszowice). Gosp. Sur. Min., Kwart. PAN, vol.23, zesz. specj.1, p.9-20. Kraków.